# Don (món ăn)
Don là một món ăn đồng thời cũng là tên gọi của một loài động vật thuộc họ hến sống ở vùng nước lợ sông Trà Khúc và sông Vệ, tỉnh Quảng Ngãi, Trung Bộ Việt Nam. Loài này được bình dân khai thác từ lâu đời để chế biến thành nhiều món ăn.

## Ẩm thực
Con don tựa như hến, có vỏ hình quả trám, mỏng, sắc vàng đậm, dài tối đa khoảng 2 cm. Ở vùng đầm An Khê don có màu đen, còn được gọi là con déc. Sau khi rửa sạch bùn đất người ta đổ don vào nước sôi. Khi don chín đãi lấy ruột, thêm vào các loại gia vị. Lúc ăn còn thêm hành lá, hành tây, bánh tráng sống hoặc chín và ít ớt xiêm xanh. Có lẽ trong quá trình chung sống với người Chăm cổ, người Việt đã kế thừa món ăn từ don của người bản địa.
Ngoài ra, ruột don còn được nấu canh rau cải, rau muống để ăn với cơm. Có khi người ta dùng ruột don đem xào với hành tây.
Ngày trước ở Vạn Tượng là nơi bán don ngon nổi tiếng. Ngày nay don được bán ở hầu hết các nơi trong tỉnh, nhưng nổi tiếng nhất là don ở Cổ Lũy (Nghĩa Phú), Nghĩa Hòa, Nghĩa Hiệp. Ngoài việc bán tại chỗ, ngay nay người ta còn dùng đá ướp don chở vào Thành phố Hồ Chí Minh để bán.

## Văn hóa
Nói về nghề bán don, hiện nay người Quảng Ngãi còn truyền tụng các câu ca:
| “ | Nghèo nghèo, nợ nợ cũng cưới con vợ bán don Mai sau nó chết cũng còn cặp ui. | ” |

hoặc:
| “ | Con gái còn son không bằng tô don Vạn Tượng. | ” |